# سیزار آگوستو رامیرز
سیزار آگوستو رامیرز (انگلیسی: César Augusto Ramírez؛ زادهٔ ۲۴ مارس ۱۹۷۷) یک بازیکن فوتبال اهل پاراگوئه است.
وی همچنین در تیم ملی فوتبال پاراگوئه بازی کرده‌است.